# Sanai (cràter)
Sanai és un cràter d'impacte en el planeta Mercuri de 490 km de diàmetre. Porta el nom del poeta persa Sanai (fl. c. 1131), i el seu nom va ser aprovat per la Unió Astronòmica Internacional el 2014.